# Marie Jacqueline Liegme-Choisy
Marie Jacqueline Liegme-Choisy, née à Genève en 1926 et morte le 21 septembre 1975 à Genève, est une artiste suisse.

## Biographie
Marie Jacqueline née Choisy, épouse en 1947 Jean-François Liegme, artiste peintre genevois. Ensemble, ils ont trois fils, Christian, Olivier (15 juin 1951) et Pascal. Son père, Robert est médecin à Genève. 
Son nom de famille est parfois orthographié Liengme. Elle signe ses œuvres sous le pseudonyme de Marino.
De 1944 à 1947, elle étudie à l'École des beaux-arts de Genève. Ses domaines d'activités sont la peinture, l'eau-forte et la peinture murale.
Elle meurt à Genève en 1975.

## Distinctions
- 1955, Pierre à feu II, 3ème prix du concours d'affiches d'hippique organisé par la Société mutuelle artistique[8]
- Prix Lissignol : prix de la jeune peinture genevoise[9]

## Expositions
- 1952, Galerie Georges Moos : Exposition Bodjol, Liengme et Marino[10]
- 1959, Moderne Wandmalerei der Schweiz (Lucerne)[11]
- 1963, Exposition à la Galerie Garabédian (Genève)[12]
- 1964, Exposition nationale, secteur La terre et la forêt[13]
- 1970, Musée Rath, Genève : Exposition de la Section genevoise des femmes peintres et sculpteurs[14]

## Œuvres
- Paysage « Sardaigne », [s.d.], 73 x 91.5 cm, huile sur toile, Musée d'art et d'histoire de Genève
- Paris. La Place de la Concorde[15] (ca. 1950-1960)
- Fenêtre en hiver (1950), 73 x 60.2 cm, huile sur toile en lin
- Am Futterbrett (1952), 84 x 59.5 cm, gouache, Collection d'art de la Confédération, Berne
- Paysage (1952), 25.5 x 38 cm, Collection d'art de la Confédération, Berne
- Paysage aux rivières (1953), 73 x 98 cm, gouache, Cabinet d'arts graphiques, Musée d'art et d'histoire de Genève
- Paysage des Lècques (1955), 47 x 61.5 cm, tempera, Collection d'art de la Confédération, Berne
- Pierre à feu II[8] (1955)
- Le jeu du Feuillu, 480 x 400 cm, peinture murale, l'Institut Jaques-Dalcroze (Genève)[11]
- Les Baux[12] (ca. 1963)
- L'essor de la productivité[13] (1964)